# Jack Gallagher
Oliver Claffey  (né le 7 janvier 1990 à Manchester) est un catcheur (lutteur professionnel) et un pratiquant d'arts martiaux mixtes britannique. Il est connu pour avoir travaillé à la World Wrestling Entertainment sous le nom de Gentleman Jack Gallagher de 2016 à 2020.
Il se fait connaitre au Royaume-Uni en tant que catcheur et participe en 2016 au tournoi WWE Cruiserweight Classic et signe un contrat avec la WWE quelques mois plus tard. Parallèlement à sa carrière de catcheur, il s'essaye aux arts martiaux mixtes et compte deux victoires pour autant de combats.

## Carrière

### PROGRESS Wrestling (2015-2017)
Il fait ses débuts à la PROGRESS Wrestling le 24 mai 2015, lors du premier round du Super Strong Style 16 Tournament en perdant face à Mark Haskins.

### World Wrestling Entertainment (2016-2020)

#### 205 Live, Raw et renvoi (2016-2020)
Le 29 novembre, il débute à 205 Live en battant Ariya Daivari. Il débute à Raw le 5 décembre 2016 en battant Ariya Daivari.
Il participe au Royal Rumble (2017) en rentrant en 5ème position mais il se fait éliminer par Mark Henry en 3 minutes et 45 secondes en le sortant du ring.
Lors de 205 Live du 12 septembre 2017, il attaque Cedric Alexander avec son parapluie, effectuant un heel-turn. Le 22 octobre lors de TLC 2017, Gallagher et Brian Kendrick perdent contre Cedric Alexander et Rich Swann.
Le 19 juin 2020, il est licencié par la WWE à la suite d'accusations d'agressions sexuelles dues au mouvement #SpeakingOut.

## Carrière dans les arts martiaux mixtes
Claffey s'essaie aux arts martiaux mixtes et a un record de deux victoires pour autant de combats.
| 2 combats      | 2 victoires | 0 défaites |
| Par KO         | 0           | 0          |
| Par soumission | 2           | 0          |
| Sur décision   | 0           | 0          |

| Résultat | Record | Adversaire     | Méthode                                 | Événement                                           | Date             | Round | Temps | Lieu                       | Notes |
| -------- | ------ | -------------- | --------------------------------------- | --------------------------------------------------- | ---------------- | ----- | ----- | -------------------------- | ----- |
| Victoire | 2-0    | Cesar Valencia | Soumission (clé de bras)                | International Combat Elite Fighting Championship 13 | 16 avril 2016    | 1     | 2:50  | Wrexham, Pays de Galles    |       |
| Victoire | 1-0    | Stefan Cowley  | Soumission (étranglement en guillotine) | Night of the Gladiators 25                          | 20 décembre 2015 | 1     | 1:55  | Stoke-on-Trent, Angleterre |       |

## Palmarès
- Futureshock Wrestling
  - 2 fois FSW Champion (actuel)
  - 1 fois FSW Tag Team Champion avec Alex Cyanide (actuels)
  - FSW Trophy Tournament (2010)

- Grand Pro Wrestling
  - 1 fois Gallagher's Gold Champion (actuel)
  - 1 fois GPW British Champion (actuel)

- Great Bear Promotions
  - URSA Major One Night Tournament (2015)

- Scottish Wrestling Alliance
  - Battlezone Rumble (2014)

- Tetsujin Shoot Style Wrestling
  - Tetsujin Shoot Style Tournament (2015)

- WWE
  - 1 fois UpUpDownDown Champion (actuel)

## Récompenses des magazines
- Pro Wrestling Illustrated

| Année | 2016 | 2017 | 2018 | 2019 |
| ----- | ---- | ---- | ---- | ---- |
| Rang  | 273  | 145  | 227  | 249  |